# جيلز ويلسون
جيلز ويلسون (بالإنجليزية: Gillis Wilson)‏ هو لاعب كرة قدم أمريكية أمريكي، ولد في 15 أكتوبر 1977 في باترسون في الولايات المتحدة.

## وصلات خارجية
- جيلز ويلسون على موقع مرجع كرة القدم المحترفة.كوم (الإنجليزية)
- جيلز ويلسون على موقع JustSportsStats.com (الإنجليزية)